# Приключения Тома Бомбадила
«Приключе́ния То́ма Бомбади́ла и други́е стихи́ из А́лой кни́ги» (англ. The Adventures of Tom Bombadil and Other Verses from the Red Book) — сборник стихотворений, написанных Дж. Р. Р. Толкином. Впервые опубликован в 1962 году в Великобритании. Книга содержит 16 стихотворений, только два из них имеют отношение к Тому Бомбадилу, персонажу романа «Властелин колец». Остальные стихотворения посвящены животным или сказочным сюжетам. В книгу включены также три стихотворения из «Властелина колец».

## Содержание
1. Приключения Тома Бомбадила (англ. The Adventures of Tom Bombadil)
2. Бомбадил отправляется на лодочную прогулку (англ. Bombadil Goes Boating)
3. Приключения странствующего рыцаря (англ. Errantry)
4. Принцесса Ми (англ. Princess Mee)
5. Как Лунный дед засиделся (англ. The Man in the Moon Stayed Up Too Late)
6. Как Лунный дед поторопился (англ. The Man in the Moon Came Down Too Soon)
7. Каменный тролль (англ. The Stone Troll)
8. Прыткий Перри (англ. Perry-the-Winkle)
9. Мары (англ. The Mewlips)
10. Олифант (англ. Oliphaunt)
11. Фаститокалон (англ. Fastitocalon)
12. Кот (англ. Cat)
13. Невеста-тень (англ. Shadow-bride)
14. Клад (англ. The Hoard)
15. Зов моря (англ. The Sea-bell)
16. Последний корабль (англ. The Last Ship)

## Культурное воздействие

### Музыка и анимация
- Стихотворение «Приключения странствующего рыцаря» (англ. Errantry) положено на музыку композитором Дональдом Суонном и включено в цикл песен «Дорога вдаль и вдаль идёт», изданный в виде нотной партитуры и аудиозаписи
- По мотивам стихотворения «Последний корабль» (англ. The Last Ship), перевод которого был выполнен независимым творческим объединением Тolkien Тexts Тranslation, дуэтом «Айрэ и Саруман» записана композиция «Фириэль» (а также при их участии был снят одноимённый мультфильм)[1].